# Лье (Эна)
Лье (фр. Liez) — коммуна во Франции, находится в регионе Пикардия. Департамент коммуны — Эна. Входит в состав кантона Тернье. Округ коммуны — Лан.
Код INSEE коммуны — 02431.

## Население
Население коммуны на 2010 год составляло 435 человек.
| 1962 | 1968 | 1975 | 1982 | 1990 | 1999 | 2010 |
| ---- | ---- | ---- | ---- | ---- | ---- | ---- |
| 395  | 398  | 353  | 480  | 492  | 443  | 435  |

## Экономика
В 2010 году среди 290 человек трудоспособного возраста (15—64 лет) 194 были экономически активными, 96 — неактивными (показатель активности — 66,9 %, в 1999 году было 64,1 %). Из 194 активных жителей работали 169 человек (90 мужчин и 79 женщин), безработных было 25 (11 мужчин и 14 женщин). Среди 96 неактивных 21 человек были учениками или студентами, 51 — пенсионерами, 24 были неактивными по другим причинам.